# Unterbrombach
Unterbrombach ist ein Ortsteil von Brombach in der Stadt Overath im Rheinisch-Bergischen Kreis in Nordrhein-Westfalen, Deutschland. Vor 1975 gehörte der Wohnplatz zur Gemeinde Hohkeppel. Im Zuge der kommunalen Neugliederung wurde Unterbrombach gemäß § 10 Köln-Gesetz zum 1. Januar 1975 Teil der Stadt (damals Gemeinde) Overath.

## Lage und Beschreibung
Der Ortsteil Unterbrombach liegt im Sülztal nordwestlich des Kerngebiets von Overath nahe den Grenzen zu Bergisch Gladbach und dem  Oberbergischen Kreis. Er ist über die Sülztaler Straße (Landesstraße 284) zu erreichen, die über längere Strecken entlang der Sülz verläuft und der Kreisstraße 24.
Ab den 1970er Jahren wuchsen Unterbrombach, Brombacherberg, Strauch, Ufer und Hagen zu einem geschlossenen Ortsbereich zusammen, der heute den Kern des Stadtteils Brombach bildet. Orte in der Nähe sind Unterbilstein, Kalkofen, und Obersteeg.

## Geschichte
Die Topographia Ducatus Montani des Erich Philipp Ploennies, Blatt Amt Steinbach, belegt, dass der Wohnplatz bereits 1715 zwei Hofstellen besaß, die als Brambach beschriftet sind. Carl Friedrich von Wiebeking benennt die Hofschaft auf seiner Charte des Herzogthums Berg 1789 als  Unter Brambach. Aus ihr geht hervor, dass der Ort zu dieser Zeit Teil der Honschaft Tüschen im Kirchspiel Hohkeppel war.
Der Ort ist auf der Topographischen Aufnahme der Rheinlande von 1817 als Unt. Brambach verzeichnet. Die Preußische Uraufnahme von 1845 zeigt den Wohnplatz unter dem Namen Unt. Brambach. Ab der Preußischen Neuaufnahme von 1892 ist der Ort auf Messtischblättern regelmäßig als Unter-Brombach oder Unterbrombach verzeichnet.
1822 lebten 56 Menschen im als Hof kategorisierten und Brombach bezeichneten Ort, der nach dem Zusammenbruch der napoleonischen Administration und deren Ablösung zur Gemeinde Hohkeppel der Bürgermeisterei Engelskirchen im Kreis Wipperfürth  gehörte. Für das Jahr 1830 werden für den als Brombach bezeichneten Ort 69 Einwohner angegeben. Der 1845 laut der Uebersicht des Regierungs-Bezirks Cöln als Hof kategorisierte und Unter-Brombach bezeichnete Ort besaß zu dieser Zeit vier Wohngebäude mit 26 Einwohnern, alle katholischen Bekenntnisses. Die Gemeinde- und Gutbezirksstatistik der Rheinprovinz führt Unterbrombach 1871 mit vier Wohnhäusern und 27 Einwohnern auf. Im Gemeindelexikon für die Provinz Rheinland von 1888 werden für Unter Brombach sieben Wohnhäuser mit 37 Einwohnern angegeben. 1895 besitzt der Ort fünf Wohnhäuser mit 32 Einwohnern, 1905 werden vier Wohnhäuser und 21 Einwohner angegeben.
Aufgrund § 10 und § 14 des Köln-Gesetzes wurde 1975 die Gemeinde Hohkeppel aufgelöst und in Lindlar eingemeindet. Dabei wurden einige Ortsteile Hohkeppels in die Gemeinde Overath umgemeindet, darunter auch Unterbrombach.